# Catalogul colecției Clepsidra (Editura Eminescu)

Una din siglele colecției Clepsidra (nr. 36)

Începând cu anul 1970, Editura Eminescu a lansat sub numele „Clepsidra” o serie de volume de romane istorice, scrieri biografice și romane polițiste ale unor autori români și străini. Colecția a fost numerotată parțial.

## Lista cărților
Aceasta este o listă cronologică  a volumelor publicate în această colecție:
| Nr.  | Anul | Autorul                         | Titlul                                                                                   | Note    |
| ---- | ---- | ------------------------------- | ---------------------------------------------------------------------------------------- | ------- |
|      | 1970 | Liviu Rebreanu                  | Ciuleandra                                                                               | [ 3 ]   |
|      | 1970 | Petre Sălcudeanu                | Un biet bunic și o biată crimă                                                           | [ 4 ]   |
|      | 1970 | Victor Eftimiu                  | Kimonoul înstelat                                                                        | [ 5 ]   |
|      | 1971 | Ștefan Berciu                   | Ipoteze judiciare                                                                        | [ 6 ]   |
|      | 1971 | Rodica Ojog-Brașoveanu          | Enigmă la mansardă                                                                       | [ 7 ]   |
|      | 1971 | Theodor Constantin              | Astă-seară, Relache                                                                      | [ 8 ]   |
|      | 1971 | Nicolae-Paul Mihail             | Potirul Sfântului Pancrațiu                                                              | [ 9 ]   |
|      | 1971 | Liviu Rebreanu                  | Amândoi                                                                                  | [ 10 ]  |
|      | 1971 | Petre Sălcudeanu                | Bunicul și păcatele lumii                                                                | [ 11 ]  |
|      | 1971 | Gheorghe Buzoianu               | Agenda cenușie                                                                           | [ 12 ]  |
|      | 1971 | Maria Rovan                     | Când pătratul are trei laturi                                                            | [ 13 ]  |
|      | 1972 | Francis Carco                   | Romanul lui Francois Villon                                                              | [ 15 ]  |
|      | 1972 | Charles Diehl                   | Teodora, împărăteasa Bizanțului                                                          | [ 16 ]  |
|      | 1972 | Florin Andrei Ionescu           | Unchiul dumneavoastră e brunet?                                                          | [ 17 ]  |
|      | 1972 | A. T. Serstevens                | Cartea lui Marco Polo sau descoperirea lumii                                             | [ 19 ]  |
|      | 1972 | Nicolae Tăutu                   | Misiunile Căpitanului Dan                                                                | [ 21 ]  |
|      | 1972 | Petre Sălcudeanu                | Bunicul și porunca să nu ucizi                                                           | [ 22 ]  |
|      | 1973 | Florin Andrei Ionescu           | Spionul mă privi surprins                                                                | [ 23 ]  |
|      | 1973 | Theodor Constantin              | Crizanteme pentru Erna                                                                   | [ 24 ]  |
|      | 1973 | Pierre Montet                   | Egiptul pe vremea dinastiei Ramses                                                       | [ 26 ]  |
|      | 1973 | Ion Ochinciuc                   | Nopțile colonelului Bârsan                                                               | [ 27 ]  |
|      | 1974 | Ioan Dan                        | Curierul secret (roman de capă și spadă)                                                 | [ 28 ]  |
|      | 1974 | Florin Andrei Ionescu           | Ceaiul de la oara cinci                                                                  | [ 29 ]  |
|      | 1974 | M. I. Finley                    | Vechii greci                                                                             | [ 31 ]  |
|      | 1974 | Tudor Popescu                   | Turistul singuratic                                                                      | [ 32 ]  |
|      | 1975 | Theodor Constantin              | Magdalena de la miezul nopții                                                            | [ 33 ]  |
|      | 1975 | Constantin Chiriță              | Trilogia în alb: Trandafirul alb. Pescărușul alb. Îngerul alb - 3 volume. Ediția a III-a | [ 34 ]  |
|      | 1975 | Ioan Dan                        | Cavalerii (continuarea romanului Curierul secret)                                        | [ 35 ]  |
|      | 1975 | Doru Davidovici                 | Ultima aventură a lui Nat Pinkerton                                                      | [ 37 ]  |
|      | 1975 | Nicolae-Paul Mihail             | Damen-Vals                                                                               | [ 38 ]  |
|      | 1976 | Lazăr Cassvan                   | Mituri și legende din lumea filmului                                                     | [ 39 ]  |
|      | 1976 | Florin Bănescu                  | Semințele dimineții                                                                      | [ 40 ]  |
|      | 1976 | Ioan Dan                        | Taina cavalerilor                                                                        | [ 41 ]  |
|      | 1976 | J. Lucas-Dubreton               | Viata de fiecare zi la Florența pe vremea familiei Medici                                | [ 42 ]  |
|      | 1976 | Robert Flacelière               | Viața de toate zilele în Grecia secolului lui Pericle                                    |         |
|      | 1976 | Petre Sălcudeanu                | Bunicul și o lacrimă de fată                                                             | [ 43 ]  |
|      | 1977 | Ioan Dan                        | Cavalerii ordinului Basarab                                                              | [ 44 ]  |
|      | 1977 | Alexandre Dumas                 | Ludovic al XIV-lea și secolul său                                                        | [ 46 ]  |
|      | 1977 | Charles Ford                    | Viata de toate zilele la Hollywood 1915-1935                                             | [ 48 ]  |
|      | 1977 | Dan Grigorescu                  | Marile canioane                                                                          | [ 50 ]  |
|      | 1977 | Paolo Monelli                   | O aventură în secolul întâi. 2 vol.                                                      | [ 52 ]  |
|      | 1977 | Lucian Penescu                  | O floare pentru eternitate                                                               | [ 53 ]  |
|      | 1977 | M. Stan, O. Goga                | Cazul „Spada”                                                                            | [ 54 ]  |
|      | 1977 | Haralamb Zincă                  | Dragul meu Sherlock Holmes                                                               | [ 55 ]  |
|      | 1978 | Tudor Octavian                  | Banda lui Möbius                                                                         | [ 56 ]  |
|      | 1978 | Lucian Penescu                  | Jocul nopții                                                                             | [ 57 ]  |
|      | 1978 | M. Stan, O. Goga                | Ceasul de la miezul nopții                                                               | [ 59 ]  |
|      | 1978 | Horia Tecuceanu                 | Obstinația căpitanului Apostolescu                                                       | [ 60 ]  |
|      | 1978 | Mihai Tunaru                    | Appasionato                                                                              | [ 61 ]  |
|      | 1979 | Ștefan Berciu                   | Invidia                                                                                  | [ 62 ]  |
|      | 1979 | Lazăr Cassvan                   | O lume de celuloid                                                                       | [ 64 ]  |
|      | 1979 | Grigore Constantinescu          | Cântecul lui Orfeu                                                                       | [ 65 ]  |
|      | 1979 | Doru Davidovici                 | Celula de alarmă                                                                         | [ 66 ]  |
|      | 1979 | Édouard Herriot                 | Viața lui Beethoven                                                                      | [ 68 ]  |
|      | 1979 | Petru Rezuș                     | Cosițele doamnei                                                                         | [ 69 ]  |
|      | 1979 | Tudor Negoiță                   | Surâsul ochilor albaștri                                                                 | [ 70 ]  |
|      | 1979 | M. Stan, O. Goga                | Războiul tăcut                                                                           | [ 71 ]  |
|      | 1979 | Constantin Novac                | Fericit cel care, ca Ulise...                                                            | [ 72 ]  |
|      | 1980 | ***                             | Trei saga islandeze                                                                      | [ 74 ]  |
|      | 1980 | M. Stan, O. Goga                | Pe frontul nevăzut                                                                       | [ 75 ]  |
|      | 1980 | Florin Andrei Ionescu           | Spune-mi unde, când și cine...                                                           | [ 76 ]  |
|      | 1980 | Horia C. Matei                  | Civilizația Romei Antice                                                                 | [ 77 ]  |
|      | 1980 | Lucian Penescu                  | Taina                                                                                    | [ 78 ]  |
|      | 1980 | Sergio Ramirez (editor)         | Antologia povestirii din America Centrala 2 volume: Semnul Sfinxului. Jocuri periculoase | [ 79 ]  |
|      | 1980 | Mircea Popescu                  | Iarba din fața casei                                                                     | [ 80 ]  |
|      | 1980 | L. Vranoussis                   | Rigas, un patriot grec din Principate                                                    | [ 81 ]  |
|      | 1981 | Ion Cârje                       | Irene sau planeta cea mai apropiată                                                      | [ 83 ]  |
|      | 1981 | Lazăr Cassvan                   | Unora le place filmul                                                                    | [ 84 ]  |
|      | 1981 | Marcelin Défourneaux            | Viața de fiecare zi în Spania secolului de aur                                           | [ 85 ]  |
|      | 1981 | M. Stan, O. Goga                | Întâlnire cu umbrele                                                                     | [ 86 ]  |
|      | 1981 | Ioan Stoica                     | Vaza de cristal                                                                          | [ 87 ]  |
|      | 1981 | Ștefan Zidăriță                 | Te salut, fidelitate                                                                     | [ 88 ]  |
|      | 1982 | Florin Bănescu                  | Portocale pentru vinovați                                                                | [ 89 ]  |
|      | 1982 | Jacques Bourgeois               | Giuseppe Verdi                                                                           | [ 91 ]  |
|      | 1982 | Eugen Jianu                     | Dintr-ale noastre, vânătorești                                                           | [ 92 ]  |
|      | 1982 | Lucian Penescu                  | Un infinit de emoții                                                                     | [ 93 ]  |
|      | 1982 | Artur Lundkvist                 | Fantezie despre Goya                                                                     | [ 95 ]  |
|      | 1982 | Horia Ungureanu                 | Răzbunare ratată. Noaptea Papagalilor                                                    | [ 96 ]  |
|      | 1983 | Valeriu Bârgău, Neculai Chirica | Utopia profesorului Dunca                                                                | [ 97 ]  |
|      | 1983 | Ion Biberi                      | Luminile capricornului                                                                   | [ 98 ]  |
|      | 1983 | Horia C. Matei                  | Civilizația lumii antice. Mic dicționar biografic                                        | [ 100 ] |
|      | 1983 | André Le Vot                    | Scott Fitzgerald                                                                         | [ 101 ] |
|      | 1983 | A. Simion                       | Agresiunile naziste din Europa in anii 1938-1939                                         | [ 103 ] |
|      | 1983 | Ion Ochinciuc                   | Norocul era șchiop                                                                       | [ 104 ] |
|      | 1983 | Henri Queffélec                 | Marea plecare                                                                            | [ 105 ] |
| 27   | 1984 | Ion Bulei                       | Lumea românească la 1900                                                                 | [ 106 ] |
| 28   | 1984 | Petru Demetru Popescu           | Trimisul lui Brâncoveanu                                                                 | [ 107 ] |
| 29   | 1984 | Jack Bratin, Ada Bratin         | O jumătate de veac în lumea muzicii . Virtuozi, spectacole, orașe.                       | [ 109 ] |
| 30   | 1984 | Tudor Negoiță                   | Al treilea e de prisos                                                                   | [ 110 ] |
| 31   | 1985 | Pierre Vidal-Naquet             | Vânătorul negru                                                                          | [ 112 ] |
| 32   | 1985 | Gligor Hașa                     | Septembrie cu măști                                                                      | [ 113 ] |
| 33 ? | 1986 | Viktor Sklovski                 | Lev Tolstoi                                                                              | [ 115 ] |
| 34   | 1987 | Silviu Neguț                    | Căutători de noi tărâmuri                                                                | [ 117 ] |
| 35   | 1987 | Elena Lazăr                     | Panorama literaturii neoelene                                                            | [ 118 ] |
| 36   | 1989 | Jean Raspail                    | Cine își amintește de oameni...                                                          | [ 119 ] |
| 37   | 1990 | Henri Queffélec                 | La Boudeuse. Sau ocolul lumii făcut de Bougainville                                      | [ 121 ] |
| 38   | 1990 | Ion Bulei                       | Atunci când veacul se năștea...                                                          | [ 123 ] |

## Legături externe
- Cărți din colecția Clepsidra, targulcartii.ro

## Vezi și
- Catalogul colecției Sfinx (Editura Militară)
- Catalogul Colecției Biblioteca pentru toți (Editura Minerva)
- Catalogul colecției Romanul de dragoste (Editura Eminescu)
- Catalogul colecției Enigma (Editura Univers)
- Catalogul colecției Scorpionul (Editura Dacia)